# Hernández, Mexiko
Hernández är en ort i Mexiko.   Den ligger i kommunen Acatzingo och delstaten Puebla, i den sydöstra delen av landet, 140 km öster om huvudstaden Mexico City. Hernández ligger 2 353 meter över havet och antalet invånare är 661.
Terrängen runt Hernández är kuperad åt nordväst, men åt sydost är den platt. Runt Hernández är det tätbefolkat, med 530 invånare per kvadratkilometer. Närmaste större samhälle är Tepeaca, 17,6 km sydväst om Hernández. Trakten runt Hernández består till största delen av jordbruksmark.